# Samsung Bluefangs Volleyball Club
Il Samsung Bluefangs Volleyball Club (in coreano 삼성 블루팡스) è un club pallavolistico sudcoreano maschile, con sede a Daejeon: milita nel campionato sudcoreano di V-League e appartiene all'azienda Samsung Fire & Marine Insurance.

## Palmarès
- Campionato sudcoreano: 8

2005, 2007-08, 2008-09, 2009-10, 2010-11, 2011-12, 2012-13, 2013-14
- Coppa KOVO: 2

2009, 2018
- V.League Top Match: 2

2006, 2010
- Coppa AVC per club: 2

2000, 2001

## Rosa 2023-2024
| N° | Nome                    | Ruolo | Data di nascita   | Nazionalità sportiva |
| -- | ----------------------- | ----- | ----------------- | -------------------- |
| 1  | Shin Jang-ho            | S     | 1º giugno 1996    | Corea del Sud        |
| 2  | Lee Ho-geon             | P     | 8 dicembre 1996   | Corea del Sud        |
| 3  | No Jae-wook             | P     | 10 luglio 1992    | Corea del Sud        |
| 4  | Son Tae-hun             | C     | 15 settembre 1993 | Corea del Sud        |
| 5  | Ahn Ji-won              | L     | 23 aprile 2000    | Corea del Sud        |
| 6  | Lee Jae-hyeon           | P     | 2 novembre 2002   | Corea del Sud        |
| 7  | Ha Hyun-yong            | C     | 9 maggio 1982     | Corea del Sud        |
| 8  | Park Yu-hyeon           | L     | 12 aprile 2001    | Corea del Sud        |
| 9  | Lee Sang-uk             | L     | 8 luglio 1995     | Corea del Sud        |
| 10 | Kim Jeong-ho            | S     | 1º marzo 1997     | Corea del Sud        |
| 11 | Son Hyun-jong           | S     | 8 aprile 1992     | Corea del Sud        |
| 12 | Park Sung-jin           | S     | 25 gennaio 2000   | Corea del Sud        |
| 13 | Kim Jun-woo             | C     | 24 aprile 2000    | Corea del Sud        |
| 14 | Yosvany Hernández       | S     | 23 giugno 1991    | Cuba                 |
| 15 | Jeon Jin-seon           | C     | 11 settembre 1996 | Corea del Sud        |
| 16 | Lee Hyeon-jin           | O     | 2 gennaio 2001    | Corea del Sud        |
| 17 | Shin Dong-kwang         | L     | 28 febbraio 1989  | Corea del Sud        |
| 18 | Hong Min-gi             | C     | 14 maggio 1993    | Corea del Sud        |
| 19 | Yang Hui-jun            | C     | 13 giugno 1999    | Corea del Sud        |
| 20 | Kim Jeong-yun           | C     | 14 ottobre 1995   | Corea del Sud        |
| 36 | Yang Su-hyeon           | C     | 8 aprile 2002     | Corea del Sud        |
| 44 | Enkh-Erdene Jargaltsogt | O     | 22 dicembre 1999  | Mongolia             |
| 22 | Kim Woo-jin             | S     | 13 agosto 2000    | Corea del Sud        |
| 77 | Lee Yoon-soo            | S     | 15 settembre 2003 | Corea del Sud        |

## Denominazioni precedenti
- 1995-2015: Samsung Fire Bluefangs Volleyball Club (삼성화재 블루팡스)